# HD72524
HD72524 — хімічно пекулярна зоря спектрального класу A2, що має  видиму зоряну величину в смузі V приблизно  5,8.
Вона  розташована на відстані близько 320,7 світлових років від Сонця.

## Фізичні характеристики
Зоря HD72524 обертається 
дуже швидко 
навколо своєї осі. Проєкція її екваторіальної швидкості на промінь зору становить  Vsin(i)=294км/сек.

## Магнітне поле
Спектр даної зорі вказує на наявність магнітного поля у її зоряній атмосфері.
Напруженість повздовжної компоненти поля оціненої з аналізу
становить  338,0± 402,0 Гаус.